# 劉廣德
劉廣德（527年—569年），南陽涅陽人，南北朝南梁、南陳官員。
劉廣德的祖父是劉虯南齊荊州的隱士，父親劉之亨則是南梁安西將軍湘東王蕭繹的長史、南郡太守。他在承聖年間以軍功官至給事黃門侍郎、湘東太守。荊州失陷後他依附王琳，王琳被平定，陳文帝任用劉廣德為寧遠將軍始興王陳伯茂的府限外記室參軍，以然讓他領兵。不就他改任太尉侯瑱的湘州府司馬，歷官樂山、豫章兩郡太守和新安內史。光大年間，朝廷授與劉廣德假節、員外散騎常侍、雲旗將軍、河東太守，到太建元年（569年）在郡內去世，虛歲四十三，贈左衛將軍。

## 引用
1. 1 2  《陳書·卷十八·列傳第十二》：劉仲威南陽涅陽人也……仲威從弟廣德，亦好學，負才任氣。父之亨，梁安西湘東王長史、南郡太守。
2. 1 2 3  《南史·卷五十·列傳第四十》：劉虯字靈預，一字德明，南陽涅陽人，晉豫州刺史喬七世孫也。……虯子之遴。……之遴弟之亨。……子廣德，亦好學，負才任氣。承聖中，位湘東太守。魏平荊州，依于王琳。琳平，陳太建中，曆河東太守，卒官。
3. ↑  《陳書·卷十八·列傳第十二》：廣德，承聖中以軍功官至給事黃門侍郎、湘東太守。荊州陷後，依于王琳。琳平，文帝以廣德為寧遠始興王府限外記室參軍，仍領其舊兵。尋為太尉侯瑱湘州府司馬，歷樂山、豫章二郡太守，新安內史。光大中，假節、員外散騎常侍、雲旗將軍、河東太守。太建元年卒於郡，時年四十三，贈左衛將軍。

## 延伸阅读
[在维基数据编辑]
 《陳書/卷18》，出自姚思廉《陳書》